# Lee Krasner
Lenore "Lee" Krasner (n. 27 octombrie 1908, New York City, New York, SUA – d. 19 iunie 1984, New York City, New York, SUA) a fost  pictoriță americană axată pe expresionismul abstract din a doua jumătate a sec. al XX-lea. Este una dintre puținele femei-artiste  care au avut un spectacol retrospectiv la  Muzeul de Artă Modernă. Lee Krasner a fost soția pictorului expresionist Jackson Pollock.

## Tinerețe
Krasner s-a născut la  27 octombrie 1908 în Brooklyn, New York, cu numele Lena Krassner (în afara familiei era cunoscută sub numele de Lenore Krasner). Krasner a fost fiica lui Chane (née Weiss) și a lui Joseph Krasner. Părinții ei erau imigranți ucraineni-evrei, din Șpîkiv, o comunitate evreiască de pe  teritoriul de astăți a Ucrainei. Părinții ei au fugit în Statele Unite pentru a scăpa de antisemitism și războiul ruso-japonez . 

## Educație
De la vârstă fragedă, Krasner și-a dorit și a urmărit arta plastică ca o carieră. Cariera de artistă a început în perioada adolescenței. La insistența ei a fost înscrisă la  Washington Irving High School for Girls. După absolvire, a câștigat o bursă la Școala de Artă a Femeilor din Cooper Union, unde, după finisarea cursului, a  obținut un Certificat ce permitea predarea artei plastice. Krasner a urmat încă o instruire la Academia Națională de Design Ilustrativ.
În 1928, ea s-a înscris la Academia Națională de Design. Urmare a pregătirii în cadrul unei școli de artă tehnică, Krasner a reușit să obțină o educație artistică extensivă și amănunțită, ilustrată prin cunoașterea tehnicilor vechilor maeștri. De asemenea, ea a devenit foarte calificată în reprezentarea figurilor anatomice corecte. Există relativ puține lucrări care au supraviețuit din acea perioadă de timp, în afară de câteva autoportrete, deoarece majoritatea lucrărilor au fost arse într-un incendiu. Una dintre imaginile care există încă din această perioadă este "Autoportretul" ei pictat în 1930. 
În anii 1930, ea a început să studieze arta modernă prin învățarea componentelor compoziției, tehnicii și teoriei. Această investigație inițială a artei moderne și-a format munca de-a lungul întregii cariere. A început să urmeze cursuri de la Hans Hofmann în 1937, care și-a modernizat abordarea cu privire la viața nudă și vie. El a subliniat natura bidimensională a planului imaginii și utilizarea culorii pentru a crea iluzia spațială. Pe durata cursurilor cu Hofmann, Krasner a lucrat într-un stil avansat de cubism, de asemenea cunoscut sub numele de neo-cubism. 

## Lucrări
Krasner este identificată ca o expresionistă abstractă, datorită operelor ei abstracte, gestuale și expresive. A lucrat în pictură, pictură în colaj, desen de cărbune și, ocazional, mozaicuri. Deseori își tăia lucrările pentru a crea picturile de colaj. De fapt, datorită naturii sale critice, ea a revizuit și a distrus complet o serie întreagă de lucrări. Ca rezultat, colecția de lucrări este relativ mică. Catalogul său raisonné, publicat în 1995 de Abrams, enumeră 599 de lucrări cunoscute.
Natura ei schimbătoare se reflectă în întreaga ei activitate, ceea ce ia determinat pe critici și pe cercetători să aibă concluzii foarte diferite despre ea și despre munca ei. Stilul ei se întâmpla adesea între structura clasică și acțiunea barocă, forma deschisă și forma marginală, culoarea luminată și paleta monocromă. De-a lungul carierei sale, ea a refuzat să adopte un stil unic, ușor de recunoscut și, mai degrabă, a îmbrățișat provocarea prin schimbarea dispoziției, subiectelor, texturilor, materialelor și compozițiilor muncii sale.Ea a fost diferită de alți expresioniști abstracți, deoarece mulți dintre ei au adoptat identități neschimbate și moduri de reprezentare standardizate. 
Krasner este adesea reticentă să discute iconografia operei ei și accentuează în schimb importanța biografiei ei, deoarece ea susține că arta ei se formează prin personalitatea ei individuală și prin starea ei emoțională.

## Relația cu Jackson Pollock
În 1942, Krasner s-a întâlnit cu pictorul Jackson Pollock, a cărui lucrare a fost expusă împreună cu a ei la un spectacol important într-o galerie din New York. Ea a fost puternic marcată de creația lui Pollock. Au devenit prieteni și au format o familie. După căsătoria lor din 1945, cuplul s-a stabilit în East Hampton, New York. Fiecare artist a influențat unul de celălalt. 
În anii care au urmat după moartea lui Pollock într-un accident de mașină din 1956, ea a creat o serie de tablouri enorme, expresive de vopsea de umbre, care abandonează figurația și prezintă energia brută, poate într-o încercare de a-și exprima simțul copleșitor de jale. în anii '60 și '70, Krasner și-a continuat explorările de marcă, de culoare și de grație ritmică în picturi și colaje, construindu-se pe pasiunea abstractizării pe scară largă, dar și revenind la iubirea ei cu elemente figurative tari.
În primii 25 de ani de la moartea lui Pollock, reputația ei a fost eclipsată de el, parțial, datorită susținerii neobosite a activității sale atât în timpul vieții cât și după moartea sa. Această percepție s-a schimbat atunci când un spectacol din 1981 din New York, "Krasner / Pollock: o relație de lucru", a ajutat să demonstreze că ea a fost atât partenerul său artistic, cât și un artist important în sine. O retrospectivă majoră a lucrării sale, care a avut loc la Muzeul de Arte Frumoase din Houston, Texas, și Muzeul de Artă Modernă din New York în 1983, și-a consolidat reputația. Opera s-a este inclusă în colecțiile principalelor muzee ale lumii, iar o retrospectivă turistică majoră s-a încheiat în ianuarie 2001 la Muzeul de Artă din Brooklyn.